# 綠燈俠
綠燈俠（英語：Green Lantern）是DC漫畫所出版的美國漫畫中，一群超級英雄們的總稱。其中最廣為人知的綠燈俠是哈爾·喬丹，1959年10月於《陳列櫥》第22期首次登場。
每位綠燈俠都有一個能量戒指與幫其充電用的能量提燈（power lantern），只要使用者拥有足够的意志力与精力，就可以根据想像将戒指中的能量变成实物、操控现实世界中的物体。当戒指的能量用完时，戴上戒指并将手伸入能量提灯中即可补充能量。能量戒指是宇宙中最強大的武器之一，相當具有危險性。第一代綠燈俠是黃金時代的艾倫·史考特，他的戒指能量來源是魔法。而之後的所有綠燈俠均由「宇宙守護者」（Guardians of the Universe）挑選。「守護者」是宇宙中最早出現的高智慧生物，他們挑選適當的人選授與能量戒指、任命其為綠燈俠，目的是守護以總部歐亞星球為中心（提燈的能量即是直接連結位於其上的巨型電池），將全宇宙劃分出來的3600個扇區（地球位於2814扇區）。他們合稱為綠燈軍團，原本是一人守護一扇區，目前改制為兩人一扇區，全數成員超過7200人，是宇宙的守護者。
二戰之後，美國漫畫產業下滑，DC漫畫停止出版綠燈俠艾倫·史考特的漫畫。1959年，當美國進入了漫畫的白銀時代，DC漫畫的編輯朱利斯·史瓦茲（Julius Schwartz）找來了作家約翰·布魯姆和畫家吉爾·凱恩將綠燈俠重新設計為一個全新的角色──飛行測試員哈爾·喬丹，後來成為「正義聯盟」創始人之一。1970年，作家丹尼·奧尼歐（Denny O'Neil）與畫家尼歐·亞當斯（Neal Adams）將以維持法律秩序為己任的綠燈俠，與具有民粹主義色彩的綠箭俠聯手出擊，為這兩個角色之間奠定了良好的關係，並進行一連串具有開創性、喚醒社會自覺並且獲獎無數的故事，一同打破了美國漫畫產業下滑的悶局。之後推出一系列的綠燈俠漫畫中，地球上有許多人曾擔任過綠燈俠，其中最有代表性的綠燈俠分別是蓋·加德納（Guy Gardner）、約翰·史都華（John Stewart）和凱爾·雷納。
每一個來自地球的綠燈俠都是「正義聯盟」或美国正义会的成員，其中約翰·史都華在《正義聯盟》以及《超人正义联盟》動畫影集中擔任主要角色。一直以來綠燈俠們都與歷代閃電俠有著真摰的友誼，像是同為黃金時代的艾倫·史考特與傑·加裏克（Jay Garrick，初代閃電俠）、同為白銀時代的哈爾·喬丹與巴里·艾伦（二代閃電俠）以及同為摩登時代的 凱爾·雷納與華利·威斯特（三代閃電俠）。此外，哈爾·喬丹與華利·威斯特的感情也很要好。

## 出版歷史

### 黃金時代

綠燈俠首次在「全美連環漫畫」#16 登場 (1940年7月)

綠燈俠是由馬丁·諾德爾（使用筆名Mart Dellon）與比爾·芬格創作而成。在漫畫黃金時代於全美連環漫畫第16期（1940年6月）第一次登場，出版商是全美出版社，之後與另外兩家公司合併為DC漫畫。
這位綠燈俠的真實身份是鐵路工程師艾倫·史考特，因為一場鐵路意外而獲得一盞魔法提燈，他因為那盞提燈取得魔力並成為其持有者。在那之後，他打造了一枚魔法戒指使魔力能產生各式各樣的變化。戒指有著每24小時就得要接觸提燈「充電」的限制，而且對木材等非金屬物體無效。
創作者諾德爾原本打算將綠燈俠的本名命名為「Alan Ladd」，取自阿拉丁（Aladdin）的諧音，後者也擁有自己的魔法神燈與魔法戒指。DC出版社認為此舉會使讀者混淆而且有些滑稽，便在正式出版前將名字改為「Alan Scott」。1942年5月，電影《劊子手》（This Gun for Hire）讓同名演員Alan Ladd一夕竄紅。諾德爾常拿這件事開玩笑說他們錯過了一個大好機會。
綠燈俠在1940年代廣受歡迎，在《全美連環漫畫》以及自己的同名漫畫上連載，並且在「Comic Cavalcade」刊物上和閃電俠、神力女超人一起合作。同時他也是美國正義社會的創始成員之一，在「All Star Comics」上刊登連載。二戰過後，超級英雄的歡迎度開始下滑，《綠燈俠》同名漫畫於1949年5、6月間刊登出第38集後結束連載，1951年的 All Star Comics第57集是此角色在「黃金時代」最後一次出場。

### 白銀時代的復甦

陳列櫥第22期的封面（1959年10月），哈爾·喬丹首次登場。由畫家吉爾·凱恩繪製。

在1950年代末期，DC漫畫成功地振興超級英雄市場，開啟了漫畫的白銀時代。與其直接延用黃金時代的英雄（即為同時期驚奇漫畫前身亞特拉斯漫畫的作法，最後失敗），DC決定重新創造新的角色以符合當代朝流。在新一代的閃電俠於陳列櫥第4期（1956年10月）上成功復甦後，嶄新的綠燈俠也於陳列櫥第22期（1959年9-10月）登場。
新的綠燈俠是測試飛行員哈爾·喬丹，他從奄奄一息的外星人阿賓·蘇那裏得到一枚能量戒指，成為綠燈軍團之一員。綠燈軍團的戒指一遇到黃色物體就會失效，因為位於Oa總部的中樞能量電池裏含有一股黃色「雜質」（即是Parallax），少了此雜質則中樞電池也就沒有弱點。綠燈俠哈爾·喬丹的創作動機在於要將他塑成一個科幻式英雄，其編輯朱利斯·史瓦茲長久以來是科幻作品與文學的愛好者，並看出當時大眾文化的喜好正往此方向發展。

### 後來的發展
新52後來因大事件閃點重啟，DC大部分漫畫人物都有了新的背景。但綠燈俠卻接著《綠燈之戰》的故事繼續講述綠燈俠哈爾喬丹。這就能說明綠燈俠  哈爾喬丹這個形象十分經典。

## 角色

### 黃金時代的綠燈俠

#### 艾倫·史考特
首位出現在DC漫畫中的綠燈俠名叫艾倫·史考特。在古中國，一顆綠色的隕石從天而降。一位名為昌（Chang）的巫師聽到了它的聲音：「我的綠色火焰將燃燒三次！第一次將帶來死亡！第二次將帶來生命！第三次將帶來力量！」昌把這顆隕石雕成了一盞燈。村裏的其他人認為昌是在冒犯他不理解的力量，感到害怕，於是殺害了他。此時從燈中突然竄出了綠色火焰，所有的凶手都死了。很多年後，這盞燈落到了一個精神病患者的手中。他在金工方面極有天賦，於是把這盞燈又製成了火車燈的形狀。綠色的火焰再次從燈中竄出，治好了這個病人，使他獲得了新生。又過了些年，這盞燈落到了一列通往美國西南部的火車上，而艾倫·史考特正是火車上的一名乘客。他是個工程師，要到西南部去設計鐵路，卻不知道這家列車公司的競爭對手老闆德卡悄悄在要經過的橋上設置了炸葯。在爆炸中，火車出了軌，所有人全部遇難——除了碰巧握著那盞綠燈的艾倫。一個神秘聲音指示他從綠燈底座上取材做成戒指，又教他如何運用它擁有的神奇力量，從此艾倫踏上了作為超級英雄「綠燈俠」的冒險之旅。艾倫是美國正義會社的創建者之一，亦是綠燈軍團的榮譽成員。
原先黃金時代的漫畫設定和白銀時代有很大的差異，對此DC漫畫公司以這是一個不同的平行世界的說法來解釋，黃金時代的超級英雄們屬於Earth Two。為了解決為數眾多且沒有系統的平行世界造成的矛盾和繁亂設定，DC在1985年推出了大事件《無限地球的危機》（Crisis on Infinite Earths ），受此影響許多地球-2的黃金時代超級英雄都被併入由五個僅存的平行世界合併的正史世界New Earth中，並以白銀時代的超級英雄們的前輩的身分登場，艾倫·史考特也因此和白銀時代版本的綠燈俠連載中出現的綠燈軍團有了關連。
2011年，因為大事件《閃點》導致的世界觀重開機，包括艾倫在內的許多黃金時代的超級英雄在New Earth中的存在被消除了，不過在同年9月推出了新企劃新52中有個主要是敘述平行宇宙地球2之故事的同名系列，部份超級英雄以在那個平行世界的版本的身分登場並有了新的設定，艾倫成為了一名同性戀者，與Sam相戀，並2012年六月的一期在火車上求婚。

### 白銀時代的綠燈俠

#### 哈爾·喬丹
第二代綠光戰警是哈爾·喬丹，哈爾·喬丹是最受歡迎也是最廣為人知的綠光戰警，他是一名測試飛行員的兒子，長大之後和爸爸一樣成為了測試飛行員。
一次，有一架太空船意外掉到了地球上，太空船中有一名名叫阿賓·蘇的外星人，他奄奄一息，想在地球上找一個誠實而又無畏無懼的人去承繼自己的能量戒指，哈爾·喬丹就是因為這樣而得到了能量戒指成為了一名綠光戰警。
哈爾·喬丹同時也是正義聯盟的創建人之一，他和另一個綠光戰警約翰·斯圖爾特都是正義聯盟中最活躍的地球人成員。
後來，聖納托將囚禁在綠光聯盟中心之中的百烈煞釋放了出來，百烈煞曾被守衛者對外稱為「黃色雜質」，是恐懼的實體化，可以令綠光戰警的力量反常。
趁哈爾·喬丹為他家鄉海岸市被摧毀而情緒低落，百烈煞就因此而入侵哈爾·喬丹，他因此而走火入魔，但最後得到蓋斯的幫助由反派變回正派。
在短篇《最後的夜晚》的故事情節中，哈爾·喬丹為了拯救太陽而犧牲。
但因為他太受歡迎，接到了很多讀者不滿他的死去，結果以超級英雄幽靈的宿主的身分重新加入故事，而在《綠光戰警：重生》中更讓他的肉體復活，做回正式的綠光戰警。
在綠光家族大事件《綠光之戰》中他被守護者們開除了綠光戰警的職務，但又被恢復綠光戰警身分的聖納托偷偷給予了用聖納托的戒指投影的複制戒。
因此在瞞著守護者的情況下以非正式成員的身分幫助聖納托進行一些地下行動。
後因這個交易被守護者得知，當時正想用第三軍團來取代綠光軍團的守護者們就利用黑光戒指持有者黑手攻擊聖納托與哈爾，二人因此失去下落，二人的戒指則合併且在地球上找到了一名繼承者———西蒙·巴茲。

### 青銅時代的綠燈俠

#### 蓋·加德納
蓋·加德納是阿賓·蘇選擇的2814區另一個綠燈俠接班人，由於當時哈爾·喬丹位置更近而落選，成為哈爾的候補者。一次行使候補職責時綠燈在他面前爆炸，使他昏迷多年。在之後《無限地球的危機》的故事情節中，守衛者內部發生分裂，其中一支選擇復甦的他成為了正式的綠燈俠。然而爆炸事件令他的腦部受到永久性的損傷，產生了一種不穩定、自大、衝動甚至往往是孩子氣的性格。接下來的日子裏蓋·加德納經歷了許多變故，最終在《綠燈俠：重生》中重歸綠燈軍團，成為一名特別成員，負責訓練新加入者和執行特殊任務。

#### 約翰·史都華
約翰·史都華原先是一名失業的建築師，後來讓「守衛者」挑選用來代替一度失蹤的蓋·加德納作為哈爾·喬丹的綠燈軍團後備成員。在哈爾·喬丹從綠燈軍團退出的一段時間內，史都華成為了綠燈軍團的正式成員。
在《宇宙奧德賽》的漫畫情節中，他在一次任務裏面因為判斷錯誤而意外地摧毀了一顆名叫Xanshi的星球，這次失誤令他幾乎想自殺，這也使Xanshi星球唯一生還者「宿命」開始將綠燈軍團作為她的仇人對待。

### 摩登時代的綠燈俠

#### 凱爾·雷納
凱爾·雷納，原先是一名自由畫家，當綠光軍團和歐亞星(Oa)總部，被作為百烈煞的哈爾·喬丹毀滅後。
僅存的守衛者甘瑟特挑選凱爾成為了新的、同時也是唯一的綠光戰警。
儘管一開始被其他星球上的英雄們看作菜鳥，他的成長和出色表現最終為他贏得了大家的尊敬。
在收集了原本屬於整個綠光軍團、但在哈爾·喬丹犧牲後，卻散落各地的能量，凱爾曾一度化身為離子俠，並擁有類似神一般的能力。
不過，他最後選擇放棄這些力量，並用這些力量重建歐亞星(Oa)總部，且啟動中央電池，更讓守衛者們全部復活。
凱爾後來也曾有過一次機會，讓他能再次短暫的成為離子俠，但能力上卻與一般的綠光戰警區別不大，就僅只是不需要使用能量戒指而已。
在最新的綠光戰警漫畫中，凱爾·雷納掌握了七種情感光譜的技巧，使他成為類似白光戰士的存在，且可以自由使用七光軍團的光戒能力。
他第一次出場是在：《綠光戰警 第三卷#48》（1994年1月），而第一次以綠光戰警身份出現則是在：《綠光戰警 第三卷#50》（1994年3月）。

#### 西蒙·巴茲
西蒙·巴茲（Simon Baz）是一個阿拉伯裔美國人，因其阿拉伯裔的外表，受到911事件的牽連，自小飽受歧視之苦。
因失業而不得不試圖偷車來維生，但是卻不小心偷到裝滿易爆物的車子，加上外表因而被誤以為是恐怖份子。
但在遭訊時被當時正在尋找繼承者的綠光戒選上，成為新一任出身地球的綠光戰警。
他的戒指是被受守護者所利用的黑光戒持有者「黑手」的攻擊後，而下落不明的「哈爾·喬丹」跟「聖納托」的戒指合併而成的產物。
由於當時守護者已經企圖解散綠光軍團，並以第三軍團來取代，因此西蒙是以非正式成員的方式成為綠光戰警的。
而他的右手臂內側有「شجاعة」字樣的刺青，為阿拉伯文的勇氣之意。

### 其他有綠燈俠頭銜的人

#### 潔德
珍妮佛-林恩•海頓是艾倫•史考特的女兒，與她的父親一樣，她的力量來源是神秘的星心，所以她也有綠燈俠的能力，她選擇了與父親相同的道路，成為超級英雄“潔德”。
有一次，她將星心打壞而失去了自己的超能力。在與怪物Okaaran戰鬥中，潔德被橙光戰士Cade所救，並愛上了他。
潔德失去了自己的能力後，凱爾•雷納給了她一枚從哈爾•喬丹那裡仿製的綠光戒指，之後，雷納離開地球重組綠燈軍團，潔德穿上了綠燈俠的制服守衛地球，但在與反派Fatality的戰鬥中她失去了戒指，當她找回戒指後，潔德將自己的制服更改為雷納的版本，潔德的綠燈俠之旅一直持續到雷納以離子俠的身份歸來，他用自己的超能力為她恢復了與星心的連接。
在無限戰爭期間，她因試圖阻止小亞歷山大•路瑟創造新的多元宇宙而犧牲，潔德去世後，她從星心那裡取得的能力回到了雷納身上，在極黑之夜事件中，她收到了黑光戒指，遺體被復活，成為了“黑光軍團”的成員,后在DC预兆：重生（2016年）中被改回绿灯侠身份。

## 力量和能力
每位綠光戰警使用一個「能量戒指」來產生各式各樣的效果，純粹靠佩戴者的想像力與意志力強度來維持。
使用者的意志力越強，戒指的效力越大。
能量戒指所能發揮的能力極限還是未知數，而且不只一次被外界稱作「宇宙中最強大的武器」。
曾有人說每種武器都有其弱點，而對能量戒指而言其弱點就是綠光戰警本身，有些人反駁是能量戒指的力量本身就有其限制。
長年以來，只要是使用者想像得到的任何物體，戒指幾乎都有能力將它具現化出來。
2006年的故事裏曾提及，長久以來「黃元素」之所以能使綠光戒指失去效力，起因就在於其能感應戒指使用者內心的「恐懼」，面對並克服的人就能抵抗黃元素的影響（然而，此技能需要大量的學習與訓練才有可能達成，也因此成為一些綠光戰警的弱點），這也證實了黃元素對綠光戒指而言是一個真實但也能克服的弱點。

## 綠光戰警誓言
厡文：
In brightest day, in blackest night, no evil shall escape my sight. Let those who worship evil's might, Beware my power... Green Lantern's Light!
中文翻譯：
- 在最光明的白晝，在最黑暗的夜晚，沒有罪惡能逃出我的法眼。那些崇尚邪惡勢力者，小心我的力量......綠光戰警之光！
- 極白之晝，極黑之夜，邪惡難逃我眼，並讓世間的惡與奸，畏懼我神光之力，綠光永不熄滅！
- ，黑夜茫茫，魑魅魍魎，無所遁藏。邪徒奸黨，懼吾神光，綠燈長明，萬世光芒！——《蝙蝠侠：英勇无畏》第十集
- 至白之日，至黑之夜，邪魔難遁我視界，當使惡徒畏我力，綠燈之光耀天地！——《綠光戰警2011》（YouTube 電影中文字幕）

## 其他媒體

### 電視
- 《綠燈俠：動畫系列》

### 電影
- 《綠燈俠：首次飛行》（2009）
- 《綠光戰警：翡翠騎士》（2011）
- 《綠燈俠》（2011）

## 另見
- 光譜博士，漫威漫畫中的一個向綠燈俠致敬的人物
- 綠燈軍團
- 能量戒指
- 綠燈俠 (電影)
- 百烈煞